# Saison 2 d'Awkward
Chronologie
Saison 1 d'Awkward Saison 3 d'Awkward
Cet article présente le guide des épisodes de la deuxième saison de la série télévisée Awkward.

## Distribution

### Acteurs principaux
- Ashley Rickards (VF : Alice Ley): Jenna Hamilton
- Beau Mirchoff (VF : Nicolas Mattys) : Matty McKibben
- Brett Davern (VF : Grégory Praet) : Jake Rosati
- Molly Tarlov (VF : Mélissa Windal) : Sadie Saxton
- Jillian Rose Reed (VF : Julie Basecqz) : Tamara
- Nikki Deloach (VF : Nathalie Stas): Lacey Hamilton
- Desi Lydic (VF : Véronique Biefnot): Valerie Marks

### Acteurs récurrents
- Mike Faiola : Kevin Hamilton
- Jessica Lu (en) : Ming Huang
- Greer Grammer : Lissa
- Matthew Fahey : Ricky Schwartz
- Joey Haro : Clark Stevenson
- Wesam Keesh : Kyle
- Barret Swatek (en) : 'Tante' Ally
- Kristoffer Polaha : Ben[1] (épisodes 7 et 8)

## Épisodes

### Épisode 1:Résolutions
- États-Unis : 28 juin 2012 sur MTV[2]
- France : 1er décembre 2012 sur MTV France[3]
- Québec : 8 janvier 2015 sur VRAK.TV

- États-Unis : 2,15 millions de téléspectateurs[4]

### Épisode 2:Secrets, mensonges et vidéo
- États-Unis : 5 juillet 2012 sur MTV
- France : 1er décembre 2012 sur MTV France
- Québec : 15 janvier 2015 sur VRAK.TV

- États-Unis : 1,76 million de téléspectateurs[5]

### Épisode 3:Ménage à trois
- États-Unis : 12 juillet 2012 sur MTV
- France : 8 décembre 2012 sur MTV France
- Québec : 22 janvier 2015 sur VRAK.TV

- États-Unis : 1,72 million de téléspectateurs[6]

Matty passe de plus en plus de temps avec Jake et Jenna, ce qui dérange cette dernière car elle veut passer du temps en tête à tête avec Jake et accuse Matty de vouloir saboter leur relation.

### Épisode 4:Dieu? C'est Jenna!
- États-Unis : 19 juillet 2012 sur MTV
- France : 8 décembre 2012 sur MTV France
- Québec : 29 janvier 2015 sur VRAK.TV

- États-Unis : 1,58 million de téléspectateurs[7]

### Épisode 5:Mon amour est un cœur brisé
- États-Unis : 26 juillet 2012 sur MTV
- France : 15 décembre 2012 sur MTV France
- Québec : 5 février 2015 sur VRAK.TV

- États-Unis : 1,79 million de téléspectateurs[8]

### Épisode 6:D'abord le sexe ou les sentiments?
- États-Unis : 2 août 2012 sur MTV
- France : 15 décembre 2012 sur MTV France
- Québec : 12 février 2015 sur VRAK.TV

- États-Unis : 1,82 million de téléspectateurs[9]

### Épisode 7:Qui va mordre la poussière?
- États-Unis : 9 août 2012 sur MTV
- France : 22 décembre 2012 sur MTV France
- Québec : 19 février 2015 sur VRAK.TV

- États-Unis : 1,82 million de téléspectateurs[10]

### Épisode 8:Une question de timing
- États-Unis : 16 août 2012 sur MTV
- France : 22 décembre 2012 sur MTV France
- Québec : 26 février 2015 sur VRAK.TV

- États-Unis : 1,95 million de téléspectateurs[11]

### Épisode 9:La Reine du désastre
- États-Unis : 23 août 2012 sur MTV
- France : 29 décembre 2012 sur MTV France
- Québec : 5 mars 2015 sur VRAK.TV

- États-Unis : 2,19 millions de téléspectateurs[12]

### Épisode 10:Choisis-moi
- États-Unis : 30 août 2012 sur MTV
- France : 29 décembre 2012 sur MTV France
- Québec : 12 mars 2015 sur VRAK.TV

- États-Unis : 1,74 million de téléspectateurs[13]

### Épisode 11:Il était une fois un blog
- États-Unis : 13 septembre 2012 sur MTV
- France : 5 janvier 2013 sur MTV France
- Québec : 19 mars 2015 sur VRAK.TV

- États-Unis : 1,78 million de téléspectateurs[14]

### Épisode 12:Le revers de la médaille
- États-Unis : 20 septembre 2012 sur MTV
- France : 5 janvier 2013 sur MTV France
- Québec : 26 mars 2015 sur VRAK.TV

- États-Unis : 2,17 millions de téléspectateurs[15]

## Audiences aux États-Unis
| N° d'épisode | Titre français                      | Titre original                    | Chaîne | Date de diffusion originale | États-Unis (en millions de téléspectateurs) |
| ------------ | ----------------------------------- | --------------------------------- | ------ | --------------------------- | ------------------------------------------- |
| 2x01         | Résolutions                         | Resolutions                       | MTV    | 28 juin 2012                | 2,15                                        |
| 2x02         | Secrets, mensonges et vidéo         | Sex, Lies and the Sanctuary       | MTV    | 5 juillet 2012              | 1,76                                        |
| 2x03         | Ménage à trois                      | Three's A Crowd                   | MTV    | 12 juillet 2012             | 1,72                                        |
| 2x04         | Dieu ? C'est Jenna !                | Are You There God? It's Me, Jenna | MTV    | 19 juillet 2012             | 1,58                                        |
| 2x05         | Mon amour est un cœur brisé         | My Love Is a Black Heart          | MTV    | 26 juillet 2012             | 1,79                                        |
| 2x06         | D'abord le sexe ou les sentiments ? | What Comes First: Sex or Love?    | MTV    | 2 août 2012                 | 1,82                                        |
| 2x07         | Qui va mordre le poussière ?        | Another One Bites the Dust        | MTV    | 9 août 2012                 | 1,82                                        |
| 2x08         | Une question de timing              | Time After Time                   | MTV    | 16 août 2012                | 1,95                                        |
| 2x09         | La reine du désastre                | Homewrecker Hamilton              | MTV    | 23 août 2012                | 2,19                                        |
| 2x10         | Choisis-moi                         | Pick Me, Choose Me, Love Me       | MTV    | 30 août 2012                | 1,74                                        |
| 2x11         | Il était une fois un blog           | Once Upon a Blog                  | MTV    | 13 septembre 2012           | 1,78                                        |
| 2x12         | Le revers de la médaille            | The Other Shoe                    | MTV    | 20 septembre 2012           | 2,17                                        |